# Gabiriele Lovobalavu

a Compétitions nationales et continentales officielles uniquement.

b Matchs officiels uniquement.
Dernière mise à jour le 8 décembre 2023.
Gabiriele Lovobalavu, né le 20 juin 1985 à Savusavu (Fidji), est un joueur international fidjien de rugby à XV jouant au poste de centre au CS Bourgoin-Jallieu.

## Biographie

### Carrière en club
Le 11 juin 2019, Oyonnax, récent demi-finaliste de la Pro D2, annonce la signature pour une saison de Gabiriele Lovobalavu.

### Carrière en équipe nationale
Gabiriele Lovobalavu honore sa première cape internationale en équipe des Fidji le 20 mai 2007 contre l'équipe du Japon.

## Style de jeu
Doté d'un physique non pas hors normes pour poste de centre avec sa taille d'1,76 m (malgré ses 96 kg), c'est un joueur avec des appuis et crochets redoutables qui font trembler les défenses du championnat. Sa capacité de perforation est excellente et son "timing" lui permet de transpercer les lignes adverses. Redoutable défenseur, avec ses plaquages à l'épaule typiquement des îles, il regroupe ainsi les qualités requises d'un excellent centre.

## Statistiques en équipe nationale
(À jour au 25 septembre 2015)
- International Fidjien des moins de 21 ans (3 sélections)
- Il participe au Championnat du monde juniors de rugby à XV 2006  avec l'équipe des Fidji des moins de 21 ans
- 22 sélections avec l'Équipe des Fidji de rugby à XV[4]
- 10 points (2 essais)[4]
- Sélections par année : 5 en 2007, 3 en 2009, 3 en 2010, 5 en 2011, 6 en 2015[4]
- En coupe du monde[5] :
  - 2007 : 2 sélections (Australie, Afrique du Sud)
  - 2011 : 4 sélections (Namibie, Afrique du Sud, Samoa, pays de Galles)
  - 2015 : 2 sélections

## Palmarès
- Vainqueur du Championnat de France de 2e division en 2008 avec le RC Toulon et 2023 avec Oyonnax Rugby.
- Finaliste du Challenge européen en 2010 avec le RC Toulon.
- Finaliste du Championnat de France en 2012 avec le RC Toulon.